# Medicago daghestanica
Medicago daghestanica là một loài thực vật có hoa trong họ Đậu. Loài này được Rupr. miêu tả khoa học đầu tiên năm 1914 tại vùng Dagestan, Nga.